# Графовка
Графовка — село в Шебекінському районі Бєлгородської області , адміністративний центр Графовське сільське поселення.

## Географія
Село знаходиться в південній частині Бєлгородської області, на правобережжі річки Сіверський Донець (недалеко від створу греблі Бєлгородського водосховища), за 18 км на захід від районного центру, міста Шебекіно, за 30 км на південь від обласного центру, міста Бєлгорода .

## Історія
Заснування села датується першою половиною XVII століття.

До 1861 року поселення складалося з трьох хуторів — Банний, Маслов і Графовка. У різний час великими землевласниками тут були Микола Богданович, Зінаїда Гриньова, купець П. А. Мірошников, Микула Маслов .У переписному документі 1884 року містяться відомості про побут тієї частини жителів Графівки, які до Селянської реформи в Росії 1861 року належали поміщиці Богданович (54 двори в селі).

…Вздовж ріллі проходить досить глибокий яр. Ґрунт на дві третини сіра глина і солонці, на третину чорнозем… При наділі 4,2 десятини на подвір'я селяни не можуть прожити цілком забезпечено, деякі наймають землю у сусідніх власників, інші займаються різними сторонніми заробітками, з яких найпоширеніші: возка бураків на Бочковский завод із заводських ж плантацій, возка Вапно в Харків і робота на бурякових плантаціях. Грамотних лише двоє на 54 двори, селяни не посилають своїх дітей до школи, тому що вона знаходиться далеко (3 версти), «взимку дитину снігом занесе».
З липня 1928 року село Графовка стало одним із двох населених пунктів Волківської сільської ради Шебекинського району (до кінця 1950-х років у цій сільраді було вже 3 села, 2 села та залізничний роз'їзд).
До 1929 року у Графовці жили одноосібно, пізніше почалася колективізація, і утворився колгосп «Новий селянин».
У 1937 році в селі працювала початкова школа, хата-читальня, дитячі ясла.
У роки Великої Вітчизняної війни село було окуповане з жовтня 1941 року до серпня 1943 року .
У 1970-х роках село Графовка увійшло до Іванівської сільради Шебекинського району, а з 1980-х років стало центром Графівської сільради (5 сіл) у Шебекінському районі.
У 1980-ті роки коло Графовки розгорнулося «підсобне господарство» найбільшого Бєлгородського заводу «Енергомаш», і село почало бурхливо зростати.
У 1993 році в місцевій середній школі відкрився краєзнавчий музей.
У 1997 село Графовка — центр Графовського сільського округу (3 села) в Шебекінському районі

## Населення
X ревізія (1857—1859 роки) записала у Графовці «82 душі чоловічої статі» за поміщицею Богданович та «62 душі чоловічої статі» за поміщицею Гриньовою.
Це поділ селян Графовки на «соб. бувши. Богданович» та «несоб. бувши. Гриньової» збережено і в подвірному переписі вересня—жовтня 1884 року: 54 двори, 281 мешканець (151 чоловічої та 130 жіночої статі), грамотних 2 чоловіків… — «соб. бувши. Богданович»; 36 дворів, 201 мешканець (111 чоловічої та 90 жіночої статі), грамотних 3 чоловіків … — «Несоб. бувши. Гриньової».
За даними 1890 року — Графовка, село Масловської волості Бєлгородського повіту — від повітового міста в 27 верстах — 380 жителів (195 чоловіків, 185 жінок).
У 1931 році — 1079 жителів.
Станом на 17 січня 1979 року в Графовці — було 239 мешканців.
У січні 1989 року у Графовці було вже 1161 мешканців (520 чоловіків, 641 жінок).

У 1997 в Графовці налічувалося 460 домоволодінь, 1441 жителів.
| 2002 | 2010  |
| ---- | ----- |
| 1340 | ↗1611 |